# Distrito de Ocotlán
El distrito de Ocotlán es uno de los 30 distritos que conforman al estado mexicano de Oaxaca y uno de los siete en que se divide la región valles centrales. Se conforma de 106 localidades repartidas entre 20 municipios. En lengua didxazaa o zapoteco su nombre es Lachiroo (de latsi: Valle y xirooba: grande, extenso: Valle Grande); dado que este distrito ocupa la mayor parte del valle (zona centro-oriental del mismo). Su principal población es Ocotlán de Morelos (Luguialachi en zapoteco) que funge como cabecera distrital del mismo.

## Municipios
| Código INEGI | Municipio                     | Cabecera                      |
| ------------ | ----------------------------- | ----------------------------- |
| 007          | Asunción Ocotlán              | Asunción Ocotlán              |
| 049          | Magdalena Ocotlán             | Magdalena Ocotlán             |
| 068          | Ocotlán de Morelos            | Ocotlán de Morelos            |
| 072          | San José del Progreso         | San José del Progreso         |
| 103          | San Antonino Castillo Velasco | San Antonino Castillo Velasco |
| 112          | San Baltazar Chichicápam      | San Baltazar Chichicápam      |
| 132          | San Dionisio Ocotlán          | San Dionisio Ocotlán          |
| 162          | San Jerónimo Taviche          | San Jerónimo Taviche          |
| 192          | San Juan Chilateca            | San Juan Chilateca            |
| 243          | San Martín Tilcajete          | San Martín Tilcajete          |
| 284          | San Miguel Tilquiápam         | San Miguel Tilquiápam         |
| 301          | San Pedro Apóstol             | San Pedro Apóstol             |
| 315          | San Pedro Mártir              | San Pedro Mártir              |
| 328          | San Pedro Taviche             | San Pedro Taviche             |
| 360          | Santa Ana Zegache             | Santa Ana Zegache             |
| 368          | Santa Catarina Minas          | Santa Catarina Minas          |
| 393          | Santa Lucía Ocotlán           | Santa Lucía Ocotlán           |
| 452          | Santiago Apóstol              | Santiago Apóstol              |
| 530          | Santo Tomás Jalieza           | Santo Tomás Jalieza           |
| 561          | Yaxe                          | Yaxe                          |

## Demografía
En el distrito habitan 72 982 personas, que representan el 1.92% de la población del estado. De ellos 17 667 dominan alguna lengua indígena.